# Petalocephala trispicula
Petalocephala trispicula är en insektsart som beskrevs av Evans 1969. Petalocephala trispicula ingår i släktet Petalocephala och familjen dvärgstritar. Inga underarter finns listade i Catalogue of Life.